# Synagoga we Włoszczowie
Synagoga we Włoszczowie – nieistniejąca synagoga znajdująca się we Włoszczowie przy dawnej ulicy Bożniczej, obecnie Pocztowej.
Synagoga została zbudowana w 1860 roku. Podczas II wojny światowej hitlerowcy zdewastowali synagogę. W 1952 roku protokołem zdawczo-odbiorczym budynek synagogi został przekazany Związkowi Spółdzielni Pracy Stolarzy, który ją przebudował z przeznaczeniem na halę produkcyjną.
Kilka skarg i protestów przeciw przebudowie synagogi wnieśli dwaj członkowie Kongregacji Wyznania Mojżeszowego w Częstochowie, Szlama Szpalten i Chaim Najman. Starania nie dały rezultatu.
W 1955 roku synagoga doszczętnie spłonęła, tak że pozostały jedynie jej mury zewnętrzne. W 1958 roku Związek Religijny Wyznania Mojżeszowego w PRL oficjalnie poinformował, że nie zamierza odbudować synagogi, a na jej miejscu zaproponował wznieść nowy budynek o charakterze humanitarnym.
W latach 70. XX wieku synagoga została rozebrana. Obecnie w tym miejscu znajduje się parking.